# Kosuke Kinoshita
Kosuke Kinoshita, född 3 oktober 1994 i Ōta, Tokyo, är en japansk fotbollsspelare som spelar för japanska Kashiwa Reysol som spelar i högstadivision J1 League.

## Karriär
Kinoshitas moderklubb är Yokohama FC. I januari 2013 värvades han av tyska Bundesliga-laget SC Freiburg. På grund av stora skadebekymmer spelade han endast för klubbens reservlag. Hösten 2016 spelade Kinoshita fyra matcher och gjorde ett mål för FC 08 Homburg i Regionalliga Südwest (tyska fjärdedivisionen).
Inför säsongen 2017 värvades Kinoshita av Halmstads BK, där han skrev på ett sexmånaderskontrakt. Kort därefter förlängdes kontraktet över säsongen 2018. Kinoshita debuterade i Allsvenskan den 1 april 2017 i en 1–0-vinst över Östersunds FK. Han blev då den förste japanska spelaren i Allsvenskan. Den 14 maj 2017 gjorde Kinoshita sitt första allsvenska mål i en 2–1-förlust mot Hammarby IF.
Den 17 januari 2019 värvades Kinoshita av belgiska Sint-Truidense. I juli 2019 gick Kinoshita till norska Stabæk, där han återförenades med tränaren Janne Jönsson.
Den 11 augusti 2021 återvände Kinoshita till Japan då han värvades av Urawa Reds. Där blev han endast kvar ett halvår då han den 9 januari skrev på för den japanska klubben Mito HollyHock. Den 9 januari 2023 blev han klar för Kyoto Sanga och blev kvar ett år innan han den 8 januari 2024 skrev på för Kashiwa Reysol.